# الكابيدشي
القبذاق أو الكابيدشي هي قرية تقع في بلدية كَشكَيش البرتغالية.

## السكان
بلغ عدد السكان في عام 2011 حوالي 42162 نسمة.

## المساحة
تقدر مساحتها 39.77 كيلومتر مربع.

## روابط خارجية
- Official website